# Dětský tábor

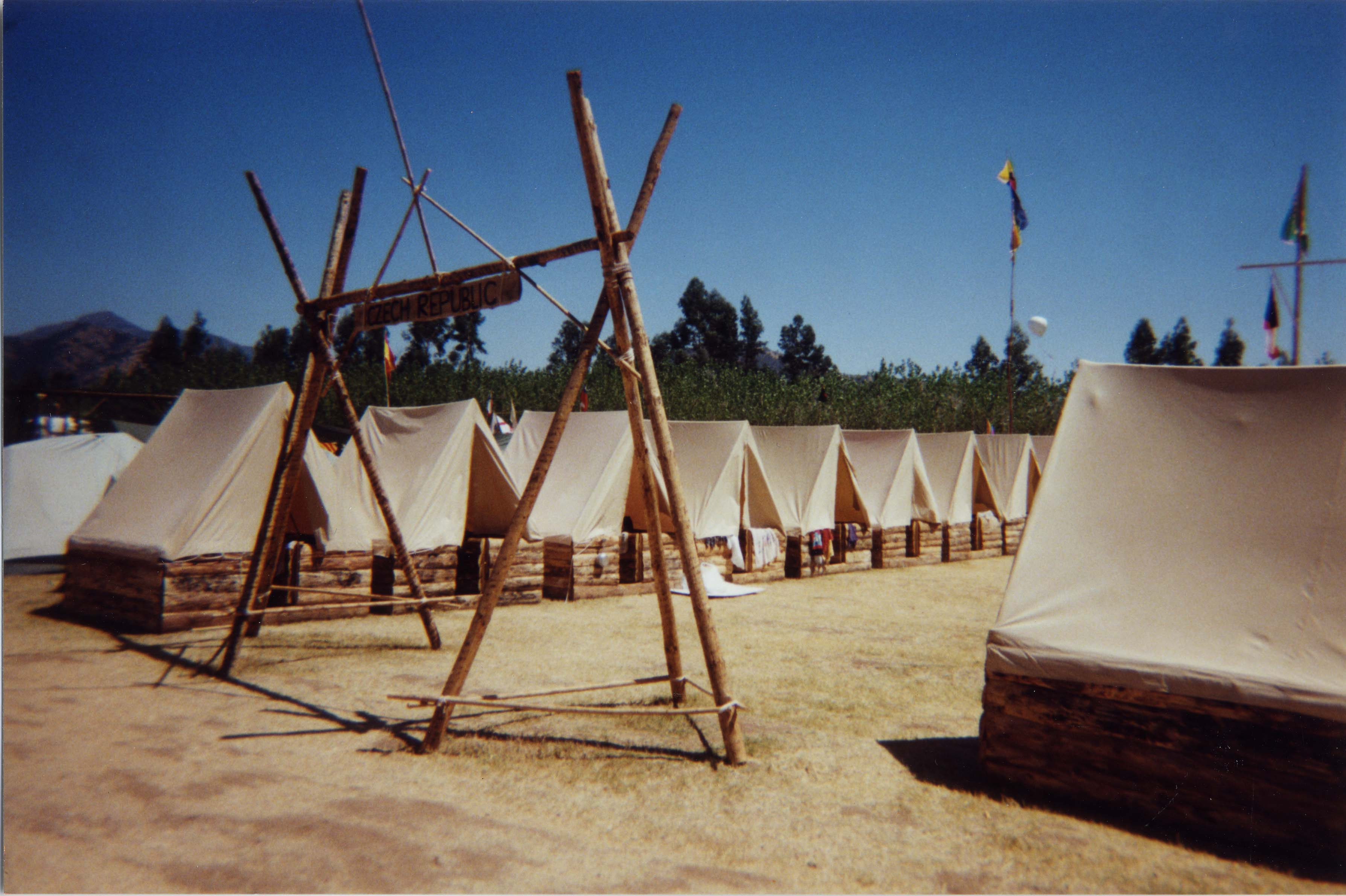
Skautský tábor

Dětský tábor je akce pro děti a mládež, probíhající obvykle o letních prázdninách. Účastníci tábora neboli „táborníci“ se během dětského tábora obvykle účastní různých sportovních a kreativních činností. Místo, kde tábor probíhá, se také často nazývá tábořiště. Příkladem tábořiště je louka nebo mýtina v lese. Existují tábory, na kterých se účastníci věnují konkrétním zájmovým činnostem. Například tábory umělecké, hudební, počítačové nebo věnující se jízdě na koni. Rovněž existují tábory pro děti se zdravotními omezeními či s dietami. V dnešní době jsou táborové aktivity dostupné i dospělým lidem (tzv. tábory pro dospělé). Takové tábory pravidelně pořádá například Hnutí Brontosaurus. Dětské tábory probíhají v mnoha státech světa.

## Organizace tábora
Dětské tábory lze dělit podle několika hledisek. Existují tábory určené pouze pro uzavřenou skupinu dětí, pořádané např. skautským oddílem. či jiným dětským oddílem, kde se děti celý rok schází. Opakem jsou veřejné tábory určené pro kohokoliv, kdo se na ně přihlásí.
Lidé, kteří jsou zodpovědní za děti a za průběh celého tábora se nazývají vedoucí nebo animátoři. Věk vedoucích je obvykle 18 až 25 let, protože se jedná o ideální brigádu pro středoškoláky a vysokoškoláky v období letních prázdnin. Platy vedoucích bývají většinou na úrovni minimální mzdy nebo se jedná pouze o úhradu stravy a ubytování. Na některých táborech se však jedná o dobrovolnou činnost. Výhodou je však možnost získání drahocenných zkušeností s vedením lidí a posílení organizačních schopností. Z právního hlediska se v Česku může jednat o zotavovací akci, na které musejí být vedoucí řádně kvalifikovaní (např. zdravotník zotavovacích akcí).
Na většině veřejných táborů jsou jednotlivým vedoucím přidělovány menší skupinky dětí (někdy také oddíly či družinky), které se účastní většiny her a aktivit společně. Každý vedoucí se pak více věnuje svému oddílu. Na některých táborech mezi sebou skupinky soupeří (např. o umístění nebo o body).
Na většině dětských táborů netráví děti pouze den, ale také na nich přespávají. K ubytování nejčastěji slouží malé chatky či stany s podsadami. Existují i tzv. příměstské tábory, to znamená, že děti na noc odjíždí domů. Dětský tábor bývá často prvním místem, kde je dítě delší dobu bez svých rodičů. Stesk po domově je tak častým problémem, se kterým se vedoucí táboru musejí vypořádat.
Tábory lze dělit následujícím způsobem:
1. Podle pořadatele.
2. Podle typu ubytování (chatky, pevné budovy a podobné stavby).
3. Podle zaměření (sportovní, herní).
4. Podle velikosti (počet dětí).
5. Podle možnosti integrace (bezbariérový přístup).

[zdroj?]

## Historie
První dětské tábory pocházejí pravděpodobně ze Spojených států. V roce 1861 tam první založil Frederick W. Gun. O další rozvoj se zasloužily dětské organizace, hlavně skautské. První skautský tábor se konal už v roce založení organizace 1907, v Čechách byl první u Lipnice nad Sázavou v Orlovských lesích v roce 1912.
Zásadní význam pro současnou podobu dětských táborů měly i pionýrské tábory. Byly zakládány ve všech státech socialistického bloku, v Sovětském svazu jich bylo na 40 tisíc. Nejznámější byl stále existující tábor Artěk, založený v roce 1925. Šlo spíše o táborové městečko, složené z celé řady jednotlivých táborů. Za dobu jeho existence jím prošel milion dětí, včetně mnoha z Československa, protože zdejší tábory byly mezinárodní.

## Dětské tábory ve světě
Ve Spojených státech řídí letní tábory (anglicky summer camp) Americká táborová asociace (American Camp Association, ACA). Na základě přísných kategorií vydává akreditace, v současnosti asi 2400 táborů, ale asi třikrát tolik táborů je ale mimo tento systém. Tábory ACA navštěvuje ročně kolem 10 milionů dětí. Tábory v USA jsou organizovány především dětskými organizacemi jako skaut, YMCA a YWCA nebo 4-H.
V Kanadě jsou tábory nejpopulárnější v provincii Ontario. Zhruba dvě třetiny jsou v držení dětských organizací, třetina soukromá.
V Evropě jsou tábory populární v řadě zemí. V Rusku sice došlo po zániku Sovětského svazu k poklesu počtu táborů, ale dosud existuje i mnoho stálých táborů.
Ve Francii navštěvuje tábory (francouzsky colonie de vacances nebo centre de vacances) pravidelně čtvrtina francouzských dětí.
Ve Finsku mají vedle táborů organizovaných skauty nebo sportovními kluby velký podíl tábory pořádané církvemi a jejich odnožemi.
Ve Velké Británii naopak nejsou tábory tak časté, spíš se jedná o aktivity škol a zájmových organizací.
Tábory se pořádají i v některých dalších mimoevropských rozvinutých zemích. V Číně většinu táborů organizuje vzdělávací vládní středisko, ale také roste počet soukromých, otevřených pro děti z nejrůznějších vrstev a regionů. Zvláštností Indie je program Youreka, osmidenní vzdělávací program pro děti od 9 do 15 let, využívající přírodní scenérie Himálaje.